# Фресінет (комуна, Телеорман)
Фресінет (рум. Frăsinet) — комуна у повіті Телеорман в Румунії. До складу комуни входять такі села (дані про населення за 2002 рік):
- Кленіца (642 особи)
- Фресінет (2390 осіб)

Комуна розташована на відстані 63 км на південний захід від Бухареста, 23 км на північ від Александрії, 125 км на схід від Крайови.

## Населення
У 2009 року у комуні проживали 2908 осіб.

## Зовнішні посилання
- Дані про комуну Фресінет на сайті Ghidul Primăriilor